# Малая Раковица
Малая Раковица (бел. Малая Ракавіца) — деревня в Брестском районе Брестской области Белоруссии, в 4 км от железнодорожной станции Мотыкалы и в 22 км к северо-западу от Бреста. Входит в состав Мотыкальского сельсовета.

## История
В XIX веке — деревня Брестского уезда Гродненской губернии.
В 1897 году — деревня Мотыкальской волости того же уезда, 16 дворов, корчма.
После Рижского мирного договора 1921 года — в составе Брестского повята Полесского воеводства Польши, 12 дворов.
С 1939 года — в составе БССР.

## Достопримечательности
- Придорожная часовня (1934 год) —  Историко-культурная ценность Республики Беларусь, шифр 113Г000096